# Ndim (Berg)
Ndim ist ein Berg der Zentralafrikanischen Republik. Er liegt im Norden des Yadé-Massivs.

## Geographie
Der Berg liegt in der Präfektur Lim-Pendé in der Nähe der Grenze zum Tschad zwischen Paoua im Osten und Ngaoundaye in Westen. Er erreicht eine Höhe von 1105 m. Der Gebirgszug streicht von Westen nach Osten und wird von einem Tal vom nahegelegenen Babourou (969 m) im Süden getrennt.